# Дем'янюк Марія Борисівна
Марія Дем'янюк — українська письменниця, поетеса, кандидат філологічних наук, доцент кафедри філософії та політології Хмельницького національного університету, член Національної спілки письменників України, член Всеукраїнської громадської організації «Спілка християнських письменників України» (СХПУ), Всеукраїнської творчої спілки «Конгрес літераторів України».
Автор збірки «Кленова пісня», «Акварельні візії», «Світань», дитячої збірки «Марійчині казки», «Небесна чудасія», «Гомінка стежинка», «Наші друзі з Ельфірії», «Арончикова скарбничка», «Новорічне сонечко», книги віршів і пісень «Джерельце доброти», «Оберіг для татусів», книги «Синергія гуманізму, етики та естетики як основа діяльності СХПУ». Друкувалася в журналах «Дніпро», літературно-художніх альманахах, у «Сімейній газеті», «Казковому вечорі», «Пізнайко», «Вечірня казка», «Колобочок», «Крилаті», «На крильцях ангела» . Лауреат І ступеня в номінації «Поезія для дорослих» III Всеукраїнського літературно-поетичного конкурсу-фестивалю Якова Бузинного (м. Луцьк, 2018). Лауреат Літературної християнської премії 2018 року за книгу-дослідження «Синергія гуманізму, етики та естетики як основа діяльності СХПУ». Лауреат літературно-мистецького конкурсу імені Всеволода Нестайка (2019).

## Біографія
Освіта: Закінчила Житомирський державний педагогічний інститут ім. І. Я. Франка,Рівненський державний гуманітарний університет . 1995—1999 рр. — навчалася в аспірантурі Інституту літератури ім. Т. Г. Шевченка НАН України. Захистила дисертацію на тему «Еволюційні процеси в українські прозі кінця XIX — початку XX ст.»
Мешкає у місті Хмельницький. Працює в Хмельницькому національному університеті з 1999 року.
Кандидат філологічних наук, доцент кафедри філософії та політології Хмельницького національного університету. Автор збірки «Кленова пісня», «Акварельні візії», «Світань», дитячої збірки «Марійчині казки», «Небесна чудасія», «Гомінка стежинка», книги віршів і пісень «Джерельце доброти», «Оберіг для татусів», книги «Синергія гуманізму, етики та естетики як основа діяльності СХПУ», друкувалася в журналі «Дніпро», літературно-художніх альманахах, а також у «Сімейній газеті», «Пізнайко», «Колобочок» та «Казковому вечорі», «Вечірній казці» тощо.
Учасник фестивальної частини Першого поетичного конкурсу-фестивалю Якова Бузинного (м. Луцьк, 2015).

## Відзнаки
Лауреат Літературної християнської премії 2018 року
Лауреат І ступеня в номінації «Поезія для дорослих» III Всеукраїнського літературно-поетичного конкурсу-фестивалю Якова Бузинного (м. Луцьк, 2018).
Лауреат літературно-мистецького конкурсу імені Всеволода Нестайка (2019) .
II місце у номінації «Поезія для дітей» XI-го Всеукраїнського літературного фестивалю-конкурсу «Поетичний рушник» (2021)
II місце у номінації «Поезія для дітей» XIIII-го Всеукраїнського літературного фестивалю-конкурсу «Поетичний рушник» (2023)
Лауреат Всеукраїнської літературної премії імені Михайла Чабанівського (2024)
II місце у номінації «Поезія для дітей» XIIII-го Всеукраїнського літературного фестивалю-конкурсу «Поетичний рушник» (2024)

## Творчість
Поетичні збірки «Кленова пісня», «Акварельні візії», «Світань», збірки казок та оповідань «Марійчині казки», «Небесна чудасія», «Гомінка стежинка», «Наші друзі з Ельфірії», «Арончикова скарбничка», «Новорічне сонечко» книги віршів і пісень «Джерельце доброти» (слова Марії Дем'янюк, музика Миколи Ведмедері), «Оберіг для татусів».
Дем'янюк, М. Новорічне сонечко: казки — Дніпро: Видавництво та друкарня ПП «ЛІРА ЛТД», 2024. — 24 с.